# Oostpolder of Zuidwolderpolder
De Oostpolder of Zuidwolderpolder is een voormalig waterschap in de provincie Groningen.
De polder lag ten oosten van het Boterdiep bij Zuidwolde. De noordgrens was de zogenaamde Hogewal, de zuidgrens het Noorddijkstermaar en de oostgrens de Zuidwending (de gemeentegrens van Bedum en Ten Boer). De molen die uitsloeg op het Boterdiep stond aan het einde van de Windsloot, op de plek waar nu het gemaal Beijum staat. 
Waterstaatkundig gezien ligt het gebied sinds 1995 binnen dat van het waterschap Noorderzijlvest.
Op kaart 2 bij het naslagwerk De zeeweringen, waterschappen en polders in de provincie Groningen van C.C. Geertsema staat de naam van het schap als Oostpolder vermeld; op kaart 6 staat in de naam voluit vermeld.

## Windsloot
De Windsloot is een verbastering van Wijnsloot. De klank in het Gronings van wind (wiend) en wijn (wien) komt namelijk nagenoeg overeen. De naam Wijnsloot ligt in de lijn van die van de in de zelfde polder gelegen en verdwenen Koffiesloot en de Goudse Karnemelksloot.